# 4H4T
4H4T – mnemonik ułatwiający zapamiętanie odwracalnych przyczyn zatrzymania krążenia. 
Rozwinięcie skrótu:
- Hipoksja
- Hipowolemia
- Hipo/hiperkaliemia oraz inne zaburzenia metaboliczne (m.in. hipoglikemia)
- Hipo/hipertermia
- Trombosis – zawał mięśnia sercowego lub zatorowość płucna
- Tension pneumothorax – odma prężna
- Tamponada osierdzia
- Toksyny – zatrucia[1]